# Guerra d'Abkhàzia (1998)
La Guerra d'Abkhàzia va tenir lloc entre el 20 i 26 de maig del 1998 al districte de Gali, Abkhàzia. Es tracta d'un conflicte armat entre rebels georgians contra el govern separatista abkazi. La guerra també és coneguda com a Guerra d'Abkhàzia dels Sis Dies perquè són els dies que s'entenen entre el 20 i 26 de maig, tot i que hi havia hagut insurgències molt més abans. Els combats són els més intensos des del final de la Guerra d'Abkhàzia del 1993. Se salden amb un alto al foc entre abkhazis i georgians per iniciativa d'Eduard Xevardnadze, presidient georgià, el 26 de maig.

## Atacs guerrillers esporàdics
Les infructíferes conversacions de pau de cinc anys entre abkhazs i georgians fracassen, amb el sollevament armat dels georgians. Petites unitats guerrilleres s'uneixen gradualment i en el 1996 formen la Legió Blanca. Sukhumi, capital d'Abkhàzia, denuncia que prop de 300 guerrillers georgians s'han introduït al districte d'Abkhàzia i que està iniciant preparatius per una missió de rebel·lió a gran escala.
La primavera arriba llavors amb l'empitjorament de la situació a Abkhàzia. Els grups rebels intensifiquen els seus atacs contra l'exèrcit abkhaz, que perd finalment el control de la regió de Gali. En l'atac més pesat, el del 18 de maig del 1998, guerrillers d'ètnia georgiana envaeixen una estació de la milícia abkhaz de Repi, matant-hi 17 milicians.

## La "Guerra dels Sis Dies"
El 20 de maig del 1998, tropes abkhazs fortament armades, amb tancs blindats, entren al districte de Gali. Guerrillers georgians amb falta d'armament, ajudats per llança-granades i metralladores únicament, comencen una guerra de trinxera per defensar els pobles de Geòrgia.
El 26 de maig del 1998, forces abkhazs prenen el control de quasi tot el districte de Gali. Les delegacions de Geòrgia i Abkhàzia arriben llavors a una treva el 25 de maig del 1998, a Gagra. Segons l'acord, les dues parts han de retirar les seves respectives forces armades del districte de Gali, a data del 26 de maig del 1996. Una comissió especial composta per representants de l'Organització de les Nacions Unides i altres organitzacions internacionals és creada per tal de supervisar l'alto-al-foc.